# 닐슨 미디어 리서치
닐슨 미디어 리서치(Nielsen Media Research, NMR)는 텔레비전, 라디오, 극장, 영화, 신문 등의 미디어 시청자를 측정하는 미국의 기업이다. 뉴욕주 뉴욕에 본사를 두고 있으며, 텔레비전 방송사에서 TV 프로그램의 연장 내지 취소를 결정하는 핵심 요소인 TV 시청률을 측정하는 시스템인 닐슨 시청률로 잘 알려져 있다. 2024년 8월 기준으로 닐슨 홀딩스의 핵심 계열사이다.
닐슨 미디어 리서치는 1923년 설립된 마케팅 조사 기업인 ACNielsen의 한 부문으로 시작되었다. 1996년에 독립 회사로 분리되었고, 1999년에 네덜란드의 복합기업인 VNU에 인수되었다. 2001년에 VNU가 AC닐슨도 인수했기 때문에 두 회사는 수 년간 같은 회사 아래에 있었다. 또한 닐슨 미디어 리서치는 인터넷 및 디지털 미디어 시청자를 측정하는 닐슨//넷레이팅스의 자매회사이다. VNU는 2007년에 조직이 개편되었고 닐슨 컴퍼니라는 사명으로 변경했다. 닐슨 미디어 리서치는 2021년에 다시 NielsenIQ(AC닐슨이 사명을 변경한 회사)에서 분리되었다.